# Knislinge distrikt
Knislinge distrikt är ett distrikt i Östra Göinge kommun och Skåne län. 
Distriktet ligger sydost om Broby.

## Tidigare administrativ tillhörighet
Distriktet inrättades 2016 och utgörs av socknen Knislinge i Östra Göinge kommun.
Området motsvarar den omfattning Knislinge församling hade 1999/2000.